# Chiesa di San Floriano (Cividale del Friuli, Gagliano)
La chiesa di San Floriano Martire è la parrocchiale di Gagliano, in provincia ed arcidiocesi di Udine; fa parte della forania del Friuli Orientale.

## Storia
Si sa che a Gagliano fu costruita una chiesetta nel XIV secolo e che la parrocchia fu eretta probabilmente tra la fine del XVI e l'inizio del XVII secolo.
I lavori di costruzione dell'attuale parrocchiale iniziarono nel 1750 e si conclusero venti anni dopo con la consacrazione della stessa.
Nel 2010 l'edificio fu ristrutturato e la gradinata di accesso rifatta su progetto dell'architetto tolmezzino Vanni Lenna.